# 佐里亞 (布羅瓦里區)
50°33′12″N 30°56′50″E / 50.55333°N 30.94722°E
佐里亞（烏克蘭語：Зоря）是位於烏克蘭北部的村莊，由基辅州布羅瓦里區的大季梅爾卡市鎮負責管轄。該村始建於1148年，面積0.95平方公里，海拔高度116米，2001年人口271，人口密度每平方公里285.3人。